# Axel Tischer
Axel Michael Tischer (né le 5 novembre 1986 à Dresde), plus connu sous le nom de ring Alexander Wolfe, est un catcheur allemand. Il est connu pour son travail à la World Wrestling Entertainment dans la division NXT UK. Il a été membre du groupe Imperium avec Fabian Aichner et Marcel Barthel et WALTER. Il est un ancien champion par équipes de NXT.

## Carrière

### Circuit Indépendant (2004-2015)
Tischer commence sa carrière en 2004 en Allemagne. Il met sa carrière de catcheur entre parenthèses l'année suivante et s'engage dans l'armée allemande jusqu'en 2007.
Le 12 août 2012, il bat El Generico, Bad Bones et Karsten Beck dans un Four Way Match et remporte le wXw Unified World Wrestling Championship.

### World Wrestling Entertainment (2015-2021)

#### NXT (2015-2018)
Il fait ses débuts à NXT le 15 juillet 2015 en perdant contre Samoa Joe.

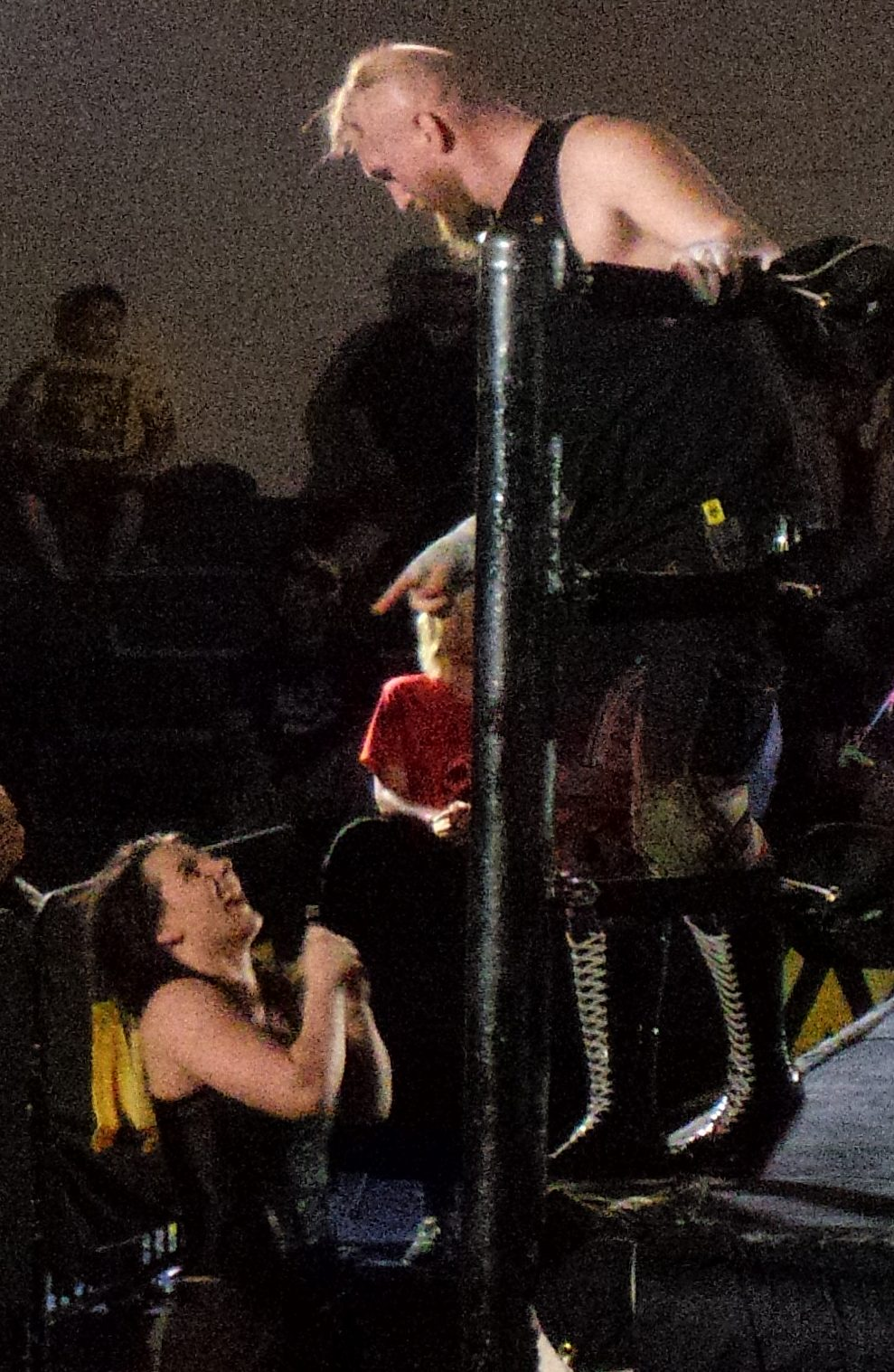
Wolfe (à droite) avec la membre de Sanity, Nikki Cross

Le 12 octobre 2016, il fait ses débuts dans le nouveau clan de NXT, SAnitY composé de Eric Young, Nikki Cross et Sawyer Fulton, lui et Fulton battent Bobby Roode et Tye Dillinger dans le premier tour du Dusty Rhodes Tag Team Classic. Dans les huitièmes de finale, ils battent Kōta Ibushi et TJ Perkins.

#### NXT Tag Team Champion (2017)
Lors de NXT Takeover: Brooklyn III, il devient le premier Allemand à remporter un titre à la WWE lorsque lui et Eric Young battent The Authors of Pain (Akam et Rezar) pour les NXT Tag Team Championship. À la fin du match, ils se font attaquer par Bobby Fish et Kyle O'Reilly.
Lors de NXT Takeover: WarGames le 18 novembre, SAniTY perd un Wargames Match contre The Undisputed Era comprenant également The Authors of Pain (Akam et Rezar) et Roderick Strong.  Le 20 décembre à NXT, ils perdent les titres contre The Undisputed Era.

#### Smackdown Live et fin de SAnitY (2018-2019)
Le 17 avril lors du Superstar Shake-Up, le groupe SAnitY(Eric Young, Alexander Wolfe et Killian Dain) est transféré à Smackdown Live. 
Le 19 juin à SmackDown Live, ils font leurs débuts en attaquant The Usos.
Lors du kick-off de Extreme Rules, SAnitY bat le New Day au cours d'un Tables match.
Le 14 avril 2019 lors de WWE Worlds Collide, Wolfe et Dain perdent contre The Undisputed Era.

#### Imperium et Départ (2019-2021)
Lors du Superstar Shake-Up 2019, Wolfe est transféré à NXT UK et le clan SAnitY est dissout 
Le 19 mai 2021, il est renvoyé par la WWE.

### Retour dans le Circuit Indépendant (2019-...)
Lors de wXw True Colors 2021, il bat Marius Al-Ani et remporte le wXw Unified World Wrestling Championship pour la deuxième fois.
Le 5 mars 2022, il perd son titre au profit de Tristan Archer dans un four-way match qui comprend également Jurn Simmons et Levaniel.

## Palmarès
- German Stampede Wrestling
  - 1 fois GSW Breakthrough Champion
  - 1 fois GSW Tag Team Champion avec Ivan Kiev

- German Stampede Federation
  - 1 fois GWF World Champion (actuel)
  - 1 fois GWF Berlin Champion

- Westside Xtreme Wrestling
  - 2 fois wXw Shotgun Champion
  - 2 fois wXw Unified World Wrestling Championship

- World Wrestling Entertainment
  - 1 fois NXT Tag Team Champion avec Eric Young

## Récompenses des magazines
- Pro Wrestling Illustrated

| Année | 2018 | 2019 | 2020 à 2021 | 2022 | 2023 | 2024 |
| ----- | ---- | ---- | ----------- | ---- | ---- | ---- |
| Rang  | 127  | 215  | Non classé  | 87   | 263  | 292  |